# Polycentropus carolinensis
Polycentropus carolinensis is een schietmot uit de familie Polycentropodidae. De wetenschappelijke naam is gepubliceerd in 1905 door Nathan Banks.
De soort komt voor in het Nearctisch gebied. Het specimen dat Banks beschreef (7 mm lang) was verzameld door William Beutenmüller tijdens een van zijn expedities naar de Black Mountains van North Carolina in 1903 of 1904.